# Жан Колля
Жан Колля (фр. Jean Collas; 3 липня 1874, Париж — 30 грудня 1928, Аньєр-сюр-Сен) — французький регбіст, який здобув золоту медаль в змаганнях з регбі, а срібло в змаганнях по перетягуванню канату на літніх Олімпійських іграх 1900 року в Парижі, чемпіон Франції в 1900 і 1902 році.

## Спортивна кар'єра
Під час своєї спортивної кар'єри репрезентував клуб Рейсінг Клаб де Франс, з яким і отримав титул чемпіона в 1900 і 1902 році.
Разом із іншими паризькими спортсменами взяв участь у змаганнях з регбі на літніх Олімпійських іграх 1900. Виступив у двох змаганнях, коли 14 жовтня команда Франції отримала перемогу над Німеччиною з рахунком 27:17. Два тижні пізніше, вони здобули перемогу над Великою Британією з рахунком 27:8. Вигравши ці два найважливіші поєдинки, Франція отримала золоту медаль.
16 липня він взяв участь у змаганнях по перетягуванні канату, під час яких французька команда здобула срібну медаль програвши в поєдинку з мішаною шведсько-данською командою..